# Eliana (2009)
Eliana foi um programa de auditório dominical brasileiro comandado pela apresentadora brasileira Eliana e exibido entre 30 de agosto de 2009 a 23 de junho de 2024 pelo SBT após o Domingo Legal.

## História

### 1991-1998: Primeira passagem de Eliana na emissora
Em 1990, aos dezessete anos, Eliana foi convidada por Gugu Liberato para integrar o grupo Banana Split, grande sucesso da época. Por ter apenas 1,62 m de altura, sendo a integrante mais baixa, destacava-se por seu carisma e desenvoltura nos programas em que participava, inclusive roubando a atenção durante o programa Qual É a Música?. Isso acabou chamando a atenção de Silvio Santos, que a convidou para apresentar um piloto. Encantado com aquilo que viu, Silvio deu sinal verde para a produção do programa Festolândia, que durou apenas três meses. O programa foi cancelado devido aos seus altos custos. Chateada com a situação, ela implorou a Silvio por uma segunda chance, que lhe foi dada. Porém, Silvio não conseguiu convencer a cúpula do canal a lhe dar mais destaque. Com pouco tempo para o fim de seu contrato, Eliana foi escalada para apresentar uma nova versão da Sessão Desenho em que ela não aparecia mais do que 20 minutos por dia. Todavia, a emissora ainda estava enfrentando graves problemas financeiros e lhe deu um cenário simples composto de um fundo verde em que eram exibidos papéis de carta do próprio acervo da apresentadora. Devido aos recursos limitados, a apresentadora que cursava faculdade de psicologia na FMU passou a usar a sua criatividade durante o programa, até que surgiu a ideia de compor uma música que pudesse dançar com as mãos (durante o programa a apresentadora somente aparecida da cintura para cima). Em vez de inventar algo novo, regravou uma música já conhecida do público: "Os Dedinhos". Algum tempo depois, Eliana acabou trancando a faculdade, devido à demanda de trabalho.
Passada esta crise, em 1993, o diretor Nilton Travesso, recém-chegado ao SBT, assumiu o núcleo de teledramaturgia do canal e encantando com Eliana, ele ultrapassou as suas competências e desenvolveu um projeto para ela, chamado de Bom Dia & Cia, no qual Eliana permaneceu durante 5 anos e o transformou em um dos principais produtos da emissora. Com o grande sucesso comercial da apresentadora, o programa passou a chamar-se Eliana & Cia. Em 1996, com a ida de Angélica para a Rede Globo, Eliana ganha mais espaço na programação do canal, assumindo o TV Animal, mas não houve uma boa aceitação do público. Já o programa infantil mantinha o sucesso estrondoso. Neste período com o contrato no final, ela pediu mais tempo para o Eliana & Cia nas manhãs e um programa semanal. Porém, Silvio Santos achou que não precisava mudar nada, frustrando os planos de Eliana. Desmotivada, a apresentadora passou a fazer contato com as principais concorrentes do canal, em busca de uma proposta melhor de trabalho, já que no SBT ela entendeu que não iria ter oportunidade de crescimento naquele momento. Em segredo, a apresentadora estava em negociações avançadas com a Record e com a Rede Globo. A Record lhe ofereceu uma proposta para um vínculo de quatro anos, com oferta de dois programas e um tratamento de estrela, já a proposta da Globo não lhe agradou: a emissora carioca a deixaria na geladeira por alguns meses para "limpar" a sua imagem relacionada ao SBT e Eliana só estrearia em março de 1999. Ela considerou que a proposta não era interessante, pois sua imagem ficaria muito tempo fora do ar e lhe traria prejuízos financeiros, já que a venda de seus produtos licenciados iria cair significativamente. Assim, Eliana acabou assinando com a Rede Record em 17 de setembro de 1998.

### 2009-2024: Retorno de Eliana ao SBT
Em um contra-ataque a ida de Gugu Liberato para a Rede Record em junho de 2009. Sílvio Santos tirou da emissora concorrente o novelista Tiago Santiago e os apresentadores Roberto Justus e o biólogo Richard Rasmussen. Neste "pacote de contratações" também estavam dois retornos surpreendentes: o do jornalista Roberto Cabrini e o da própria Eliana, que estava descontente com as condições apresentadas por sua atual emissora para a renovação de seu contrato que estava no fim.
Em 26 de junho, ela gravou seu último Tudo É Possível, que foi exibido em 5 de julho, onde agradeceu a emissora por sua trajetória e desejou boa sorte para Ana Hickmann, que foi escalada para assumir o programa. Em 24 de junho de 2009, Eliana retornou ao SBT, após quase onze anos na Record. A estreia do programa aconteceu no dia 30 de agosto de 2009.

### 2009-2011: Primeira fase
Durante a pré-produção do programa, houve a formação de uma nova equipe encabeçada por Leonor Corrêa foi contratada para dirigir a atração, também estavam o biólogo Richard Rasmussen que deixou a Record junto da apresentadora, a drag queen Dimmy Kieer, que fazia reportagens e viagens com a apresentadora, o jornalista Walter Peceniski do Reencontro, a terapeuta Ana Canosa que era a consultora em diversos quadros relacionados a comportamentos. Eliana ainda trouxe de sua emissora anterior o projeto Ciência em Show da Universidade de São Paulo e o veterinário Alexandre Rossi, do Desafio Pet, que ficou conhecido na Rede Record, onde apresentava o quadro Dr. Pet, dentre outros.
A equipe ainda era formada por seu amigo de longa data, o biólogo Sérgio Rangel, pela consultora do lar Sueli Rutkowski, pelo trio de cientistas do Ciência em Show e pelos repórteres Bárbara Kobolt e Fernando Muylaert. A personagem Cinderela, interpretada pelo humorista Jeison Wallace também fazia parte da equipe. Além de fazer reportagens externas, Cinderela funcionava como uma espécie de assistente de palco da apresentadora.
Ao longo de sua primeira fase, o programa Eliana levou ao ar concursos, entre eles Melhores da Avenida, que elegeu as melhores passistas de escolas de samba do Rio de Janeiro e de São Paulo; Lá Vem o Chaves!, que premiou o melhor imitador do Chaves e Tem um (...) lá em Casa!, que em diversas etapas, premiou o melhor cantor sertanejo, o melhor cantor gospel, o melhor sambista e os melhores imitadores dos cantores Latino e Justin Bieber.
Em 2010, o Programa Eliana trouxe mais novidades para as tardes de domingo. Entre as novidades, os quadros Romance no Escuro, Apagão dos Famosos, Melhor de Três, Desafio das Gerações, Solta o Som, Fã de Bola, Bibas x Bofes, Castelo da Cinderela, Quem é de Quem?, Vale Love, Dicas Incríveis e a gincana Corrida de Esposas.
Em agosto de 2011, quando a apresentadora entrou em sua primeira licença maternidade, cantores famosos e artistas do SBT, se revezaram no comando programa. Quem abriu o rodízio foi o apresentador Ratinho, nos programas seguintes vieram os demais: Lívia Andrade, Michel Teló, André Vasco, Léo Santana, Helen Ganzarolli, Zé Américo, Patrícia Abravanel, Raul Gil, Afonso Nigro, Sérgio Mallandro, Christina Rocha, Lola Melnick, Lígia Mendes, Beto Marden, Latino, Patrícia Salvador, Luís Ricardo e a dupla Fernando & Sorocaba.
Após 2 meses de licença maternidade e um revezamento de 22 apresentadores em 11 programas, Eliana retornou ao comando do programa. Com a volta da apresentadora, o programa preparou estreias de novos quadros e atrações. Entre as estreias, estavam o sucesso instantâneo Rola ou Enrola, Família Pede Socorro e Fadinhas Safadinhas.

### 2012–15: Segunda fase
Em março de 2012, Ariel Jacobowitz, que permaneceu na emissora com a ida de Hebe Camargo para a RedeTV!, assumiu a direção-geral do programa Eliana, substituindo a diretora Leonor Corrêa, que demonstrava sinais de desgaste no programa. Em abril, a terapeuta Ana Canosa assume ao lado de Eliana, o quadro Família Pede Socorro.
No dia 20 de maio de 2012, foi ao ar um programa ao vivo, para comemorar a estreia do remake de Carrossel. Eliana dedicou dois blocos do programa para conversar ao vivo com as crianças do elenco e mostrar os bastidores da novela. Em 25 de novembro de 2012, o especialista em comportamento animal, Alexandre Rossi, mais conhecido como Dr. Pet, tornou-se colunista do programa, apresentando o quadro Desafio Pet.
Excepcionalmente, no dia 27 de janeiro de 2013, o programa deixou o entretenimento de lado e foi transmitido ao vivo para passar informações da tragédia na Boate Kiss em Santa Maria - RS, ocorrida na madrugada do mesmo dia.
No ano seguinte, 14 de julho de 2013, foi ao ar um outro programa ao vivo, apresentando um outro remake: Chiquititas.Seguindo o que aconteceu no ano anterior,Eliana apresentou os bastidores das gravações da telenovela.
Alguns meses mais tarde, em outubro, em parceria com o YouTube, o programa estreou o quadro Fenômenos do YouTube, que é a versão brasileira do formato YouTube Secret Talents. Desde então, o quadro se tornou um dos principais momentos do programa.Diversos "memes" da plataforma,já participaram do quadro,que ao final do ano dá um prêmio estimado em mais de R$50 mil. O júri fixo é formado por personalidades da internet como Rodrigo Fernandes (dono do site Jacaré Banguela), a youtuber Camila Uckers, o ex-integrante do elenco do programa Dicésar e o humorista Tiago Barnabé.
Em 30 de novembro de 2014, o quarto programa ao vivo foi ao ar: neste programa foi exibido um memorial ao humorista Roberto Bolaños, que era intérprete dos personagens Chaves e Chapolin, exibidos pela emissora a mais de 30 anos. O programa fez a cobertura do velório, diretamente do Estádio Azteca, na Cidade do México.Eliana foi auxiliada na cobertura pelos jornalistas Carlos Nascimento e Magdalena Bonfiglioli.

### 2015–16: Terceira fase
No dia 29 de março de 2015, o programa passou por mais um teste, agora exibido integralmente ao vivo. Nesta fase, os principais quadros de sucesso como Famosos da Internet, Rola ou Enrola, Beleza Renovada, permaneceram na atração, animando e emocionando os telespectadores.  Novos quadros foram adicionados ao programa como: Sua História Vale Mil? e Você Tem um Minuto?
Em 23 de novembro de 2015, o chef Carlos Bertolazzi passou a integrar a equipe de colaboradores do programa, comandando o quadro Cardápio Surpresa, no qual os convidados testavam o paladar, provando pratos exóticos.
Em 26 de março de 2016, o programa estreou o quadro Dance Se Puder, uma competição de dança, que reuniu os atores mirins das novelas Carrossel e Chiquititas que ainda tinham contrato com a emissora. Neste dia também estrearam dois novos quadros: Amor Antigo e Flores Delivery. Entretanto, os resultados de audiência não atingem o esperado e o programa retornou ao seu formato original no dia 30 de outubro do mesmo ano, agora gravado. Desde então existe a possibilidade de que alguns programas especiais sejam exibidos ao vivo.

### 2016–2024: Quarta fase
Em 13 de novembro de 2016, estreou o reality Guerra das Tesouras, no qual, o cabeleireiro Rodrigo Cintra, à frente da competição, elegeu o mais completo e versátil cabeleireiro da disputa.
Em 23 de maio de 2017, a apresentadora grávida de sua segunda filha sofre um descolamento de placenta e é forçada a deixar o programa durante uma gravação. Este programa vai ao ar no domingo seguinte e ao final é exibida uma mensagem de despedida da própria. Os próximos 20 programas são apresentados por Patrícia Abravanel, enquanto nos 3 primeiros, foram exibidos materiais, já gravados por Eliana. Auxiliando Patrícia em alguns quadros, estava a jornalista Chris Flores que havia deixado a Record a alguns meses.
Em 29 de outubro, Eliana retornou ao comando do programa. Com a volta da apresentadora, o programa preparou estreias de novos quadros e atrações. Entre as estreias, estavam os quadros Com o Passar dos Anos. Em sua reformulação feita para a temporada de 2018, o chefe Carlos Bertolazzi foi incorporado novamente ao elenco do programa e auxilia Eliana no quadro "Minha Mulher Que Manda", uma competição que reúne, a cada domingo, três casais para disputar um prêmio de R$ 10 mil. Bertolazzi propõe uma receita às duplas, apresenta os passos para a execução da receita para as mulheres, mas quem vão para a cozinha são os homens. Isoladas, elas orientam seus maridos por um ponto eletrônico na preparação dos pratos e eles terão uma hora para fazer tudo. Na etapa final, as mulheres avaliam os pratos em um teste cego, enquanto Bertolazzi dá a sua opinião técnica. Ganha aquele casal que conseguir as melhores avaliações.

### Saída de Eliana do SBT
Em 1.° de abril de 2024, o SBT comunica a saída de Eliana após 15 anos de seu retorno à emissora para se dedicar aos projetos futuros. A apresentadora titular deixou alguns programas prontos até o dia 23 de junho, que marca a exibição da última edição do dominical.
No entanto, mesmo sendo vice-líder absoluto desde 2019, o programa carecia de novidades, sofrendo críticas dos telespectadores pela repetição exaustiva dos mesmos quadros entre os anos de 2022 e 2023, sobretudo do Minha Mulher Que Manda. Além disso, havia boatos de bastidores que um pedido da apresentadora titular de lançar um novo cenário da atração foi rejeitado, alegando falta de verba, com a mesma chegando a custear algumas viagens para as pautas externas, o que teria pesado no momento em que Eliana decidiu rescindir o contrato com o SBT. A maioria dos seus quadros foi transferido para o Domingo Legal, em cumprimento de alguns acordos comerciais, bem como toda a equipe do programa (exceto o diretor, transferido para o Chega Mais), incluindo Thiago Barnabé (Narcisa).

## Equipe

### Assistentes de palco
| Ano       | Nome            | Papel    |
| --------- | --------------- | -------- |
| 2012-2024 | Tiago Barnabé   | Narcisa  |
| 2013-2019 | Bruno Camargo   | Bombeiro |
| 2017-2024 | Rick Moreno     | Bombeiro |
| 2018-2024 | Yuri Bonotto    | Bombeiro |
| 2020-2024 | Kaka (apelido ) | Bombeiro |

### Colunistas
| Nome                  | Quadro                                    |        |        |
| Atuais                | Atuais                                    | Atuais | Atuais |
| --------------------- | ----------------------------------------- | ------ | ------ |
| Carlos Bertolazzi     | Cardápio Supresa / Minha Mulher Que Manda |        |        |
| Antigos               |                                           |        |        |
| Sérgio Rangel         | Diário de Viagem                          |        |        |
| Fernando Muylaert     | Homem Teste / Vale Night                  |        |        |
| Bárbara Koboldt       | Vale Night                                |        |        |
| Cinthya Rachel        | Sonhos que Não se Compram                 |        |        |
| Dicesar (Dimmy Kieer) | As Fadinhas Safadinhas / Adooogo          |        |        |
| Silvetty Montilla     | As Fadinhas Safadinhas                    |        |        |
| Amanda Di Polly       | As Fadinhas Safadinhas                    |        |        |
| Alexandre Rossi       | Desafio Pet                               |        |        |
| Lígia Mendes          | Romance no Escuro                         |        |        |
| Dr. José Bento        | Dr. Responde                              |        |        |
| Ana Canosa            | Família Pede Socorro                      |        |        |
| Sueli Rutkowski       | Sueli na Sua Casa                         |        |        |
| Rodrigo Cintra        | Guerra das Tesouras                       |        |        |

## Quadros
- Adooogo
- As Fadinhas Safadinhas
- Apagão dos Famosos - Game no Escuro
- Biba x Bofe
- Bom de Bola - Fã de Bola
- Bom De Bolha
- Cardápio Surpresa
- Castelo da Cinderela
- Ciência em Show
- Criança Show
- Concurso Bate Cabelo
- Conta Pra Gente
- Conversa de Mãe
- Corrida das Esposas
- Desafio Animal
- Desafio das Gerações
- Desafio Ciência em Show
- Desafio Pet
- Diário de Viagem
- Dica Cultural
- Dicas de Férias
- Dicas Incríveis
- Domingo na Rede
- Dr. Responde
- Eliana Visita
- Entrega pra Você
- Família Pede Socorro
- Famosos da Internet
- Fenômenos do Youtube
- História de Vida
- Homem Teste
- Lá Vem o Chaves!
- Manchetes
- Melhor de Três
- Melhores da Avenida
- Mergulhando
- Meu Primeiro Carro
- Mine Nannies
- Minha Mulher Que Manda
- Nó na Língua
- Os Opostos Se Atraem
- Peso Certo
- Quem é de Quem?
- Quer Casar Comigo?
- Rede da Fama
- Reencontro
- Rola ou Enrola?
- Romance no Escuro
- Segredos Revelados
- Show de Cães
- Sobe Som
- Solta o Som
- Sonho de Criança
- Sonhos que Não se Compram
- Sua História Vale Mil ?
- Tem um (...) lá em Casa!
- Tirando o Pé da Lama
- Tudo por meu ídolo
- TOP Vídeos
- TV Total
- Vale Love - Vale Night
- Você tem 1 minuto ?

## Audiência
Na sua estreia, dia 30 de agosto de 2009, o programa ficou na liderança por mais de 1 hora, em minutos não consecutivos. O programa estreou com uma média de 9,54 pontos e pico de 12, contra 7,51 da Record. O maior pico do programa foi de 16 pontos e a maior audiência foi de 13 pontos.
Em janeiro de 2014, o programa manteve sua média de 7,4 pontos, ficando na vice-liderança aos domingos. Mesmo com a estreia do Hora do Faro, o Eliana se manteve na vice, principalmente em 4 de maio com 9 pontos, chegando a picos de 12, contra 8 do Faro. Além disso, chegou a empatar na liderança contra o Domingão do Faustão, com ambos registrando 12 pontos na faixa das 19h10 ás 19h15.  Durante o mês de julho, venceu três confrontos contra o Faro. Em 30 de novembro de 2014, ficou na liderança por cerca de 41 minutos devido à cobertura do velório do humorista mexicano Roberto Gómez Bolaños, conhecido por interpretar o protagonista da série Chaves, no entanto, terminou em segundo lugar com média de 11 pontos, sendo assim o maior índice de 2014.
Em janeiro de 2015, o seu programa tinha conseguido a vice-liderança constantemente. Entre fevereiro e março de 2015, Eliana cresce em audiência, mas vê o principal concorrente no horário também crescer e alcançar o segundo lugar em audiência. Apesar do forte concorrência, a atração ainda era vice-líder nacional com 7,6 pontos contra 7,4 de Faro. Entre 2016 e 2018, a atração chegou a ser derrotada várias vezes pelo seu principal concorrente, ficando em terceiro lugar isolado. Porém, em algumas ocasiões, o programa da loira chegava a assumir a vice-liderança.
Em 2019, Eliana voltou a vencer o Hora do Faro, vencendo 39 confrontos contra 11 de Rodrigo Faro no confronto direto. Em comparação com 2018, Faro havia vencido 40 duelos contra 11 de Eliana. Seu maior índice foi de 10,9 pontos em 22 de setembro, registrando uma de suas maiores médias desde a estreia em 2009.
Em 2020, Eliana permanece na vice-liderança de audiência, colocando seu programa muitas vezes 5 pontos a frente do seu principal concorrente, Rodrigo Faro. Entre os meses de setembro e dezembro, a atração passa a ficar em terceiro lugar devido a exibição das entrevistas com os eliminados de A Fazenda 12 e a transmissão da primeira temporada do Canta Comigo Teen no programa do seu principal concorrente. Após o fim de ambos os reality shows, o programa volta a conquistar o segundo lugar isolado, além de fechar o ano novamente na frente de seu concorrente.
Em 2023, o Eliana superou o Hora do Faro em 46 dos 52 confrontos diretos, fechando a média com 6 pontos contra 4,9 de seu principal adversário, mantendo a vice-liderança pelo quinto ano consecutivo.

## Prêmios e indicações
| Ano  | Prêmio                | Categoria                               | Indicado                     | Resultado | Ref.   |
| ---- | --------------------- | --------------------------------------- | ---------------------------- | --------- | ------ |
| 2013 | Troféu Imprensa       | Melhor Programa de Auditório            | Melhor Programa de Auditório | Venceu    |        |
| 2014 | Prêmio F5             | Apresentadora do Ano                    | Eliana                       | Indicado  | [ 43 ] |
| 2015 | Troféu Imprensa       | Melhor apresentadora                    | Eliana                       | Venceu    |        |
| 2016 | Troféu Imprensa       | Melhor Programa de Auditório            | Melhor Programa de Auditório | Indicado  |        |
| 2016 | Troféu Imprensa       | Melhor Animadora ou Apresentadora de TV | Eliana                       | Indicado  |        |
| 2016 | Troféu Internet       | Melhor Apresentadora                    | Eliana                       | Venceu    |        |
| 2016 | Troféu Internet       | Programa de Auditório                   | Programa de Auditório        | Indicado  |        |
| 2021 | Prêmio Notícias da TV | Melhor programa de TV                   | Melhor programa de TV        | Pendente  | [ 44 ] |